# 福島綱紀
福島 綱紀（ふくしま つなき）は、日本の俳優。ディケイドBIRD LABEL部門所属。
兵庫県出身。趣味はサッカー、落語。

## 出演

### 映画
- バッテリー（2007年3月10日公開／監督：滝田洋二郎）
- ホクロにコイン（2009年6月22日シネ・リーブル神戸上映／監督：永野義弘／神戸芸術工科大学制作・総括：石井岳龍）
- HK 変態仮面（2013年4月13日公開／監督：福田雄一）
- 最近、妹のようすがちょっとおかしいんだが。（2014年5月17日公開／監督：青山裕企、伊基公袁）
- もうしません!(ゆうばり国際ファンタスティック映画祭2015 フォアキャスト部門／監督：伊野瀬 優）
- アレノ（2015年11月／監督:越川道夫)
- ディアスポリス -DIRTY YELLOW BOYS-(2016年9月3日公開／監督：熊切和嘉)
- 闇金ドッグス2（2016年4月9日公開／監督:土屋哲彦)
- 心が叫びたがってるんだ。（2017年7月22日公開／監督：熊澤尚人） - 福島竜二 役
- Amy said（2017年9月30日公開／監督：村本大志）
- さよならくちびる(2019年5月31日公開／監督：塩田明彦)
- スマホを落としただけなのに 囚われの殺人鬼(2020年2月21日公開／監督：中田秀夫)
- ヒノマルソウル〜舞台裏の英雄たち〜(2021年5月公開予定／監督：飯塚健)

### ドラマ
- 花へんろ特別編 「春子の人形」（2018年8月4日、NHK BS）

- 夫のちんぽが入らない（2019年3月20日配信開始、Netflix) 第2話  演出：タナダユキ
- 全裸監督 (2019年8月8日配信開始、Netflix)第8話  演出：河合勇人

### CM
- ファミリーマート 「ファミマプレミアムチキン2015(ケーキも予約中 編)」(2015)
- エイブル 「新生活応援 編」(2016)
- パズル＆ドラゴンズ 「パズドラレーダー(web)」(2016)
- 徳島県職員採用PV「戦う公務員」(2016)
- 渋谷ヒカリエ8/ショートフィルム「渋谷、もうひとつのハチ。(web)」(2018)
- 花王 メリット 「くらしにいいことたくさん篇」(2018)
- マクドナルド 「スパイシーヒーロー／カレーチキン篇」(2019)

### 舞台
- 「アジェについて」(2015年5月12日〜17日／演出：今泉力哉）
- 「イート」( 2019年3月21日～31日／演出： 倉本朋幸（オーストラ・マコンドー）)

### MV
- 「八月の夜」(Silent Siren）
- 「卒業」(バレーボウイズ）

### モデル
- JR西日本「さわやか通学マナーキャンペーン」<ポスタースチール>（2007年）
- 尾崎商事「カンコー学生服」<Web・カタログ>（2007年）